# Sadī (cràter)
Sadī és un cràter d'impacte en el planeta Mercuri de 66,54 km de diàmetre. Porta el nom del poeta persa Saadi (c. 1213-1291/1292), i el seu nom va ser aprovat per la Unió Astronòmica Internacional el 1976.